# Selecció de bàsquet de la Unió Soviètica
La selecció de bàsquet de la Unió Soviètica va ser l'equip de bàsquet que va representar la Unió Soviètica (o URSS) en competicions internacionals. Després de la dissolució de la Unió Soviètica, el 1991, els països que la succeïren van crear els seus equips nacionals propis.
Si tenim en compte només el nombre de medalles, el programa de bàsquet de la Unió Soviètica és un dels més exitosos en la història del bàsquet internacional.

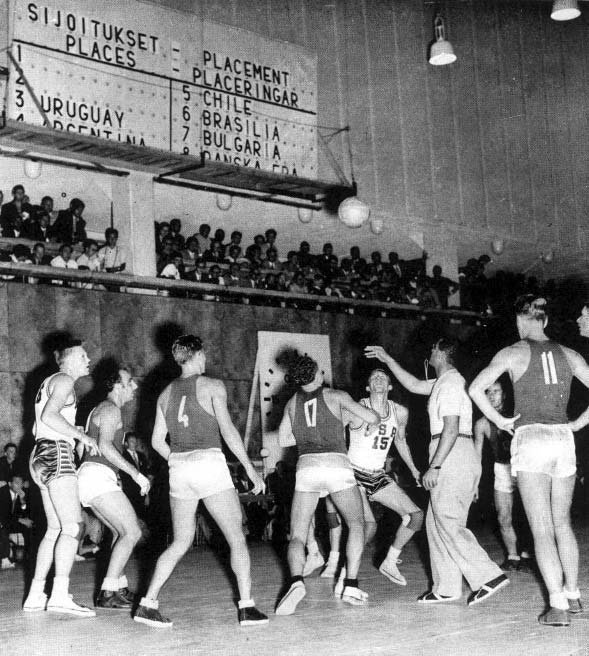
Final contra els Estats Units als Jocs Olímpics de 1952.

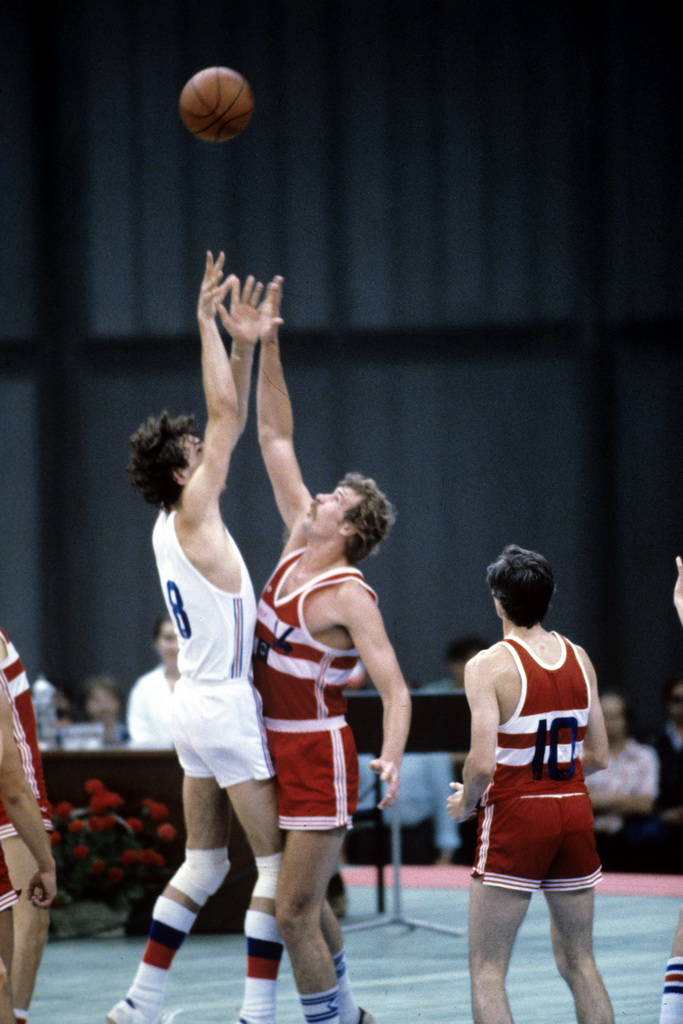
Partit contra Txecoslovàquia als Jocs Olímpics de 1980.

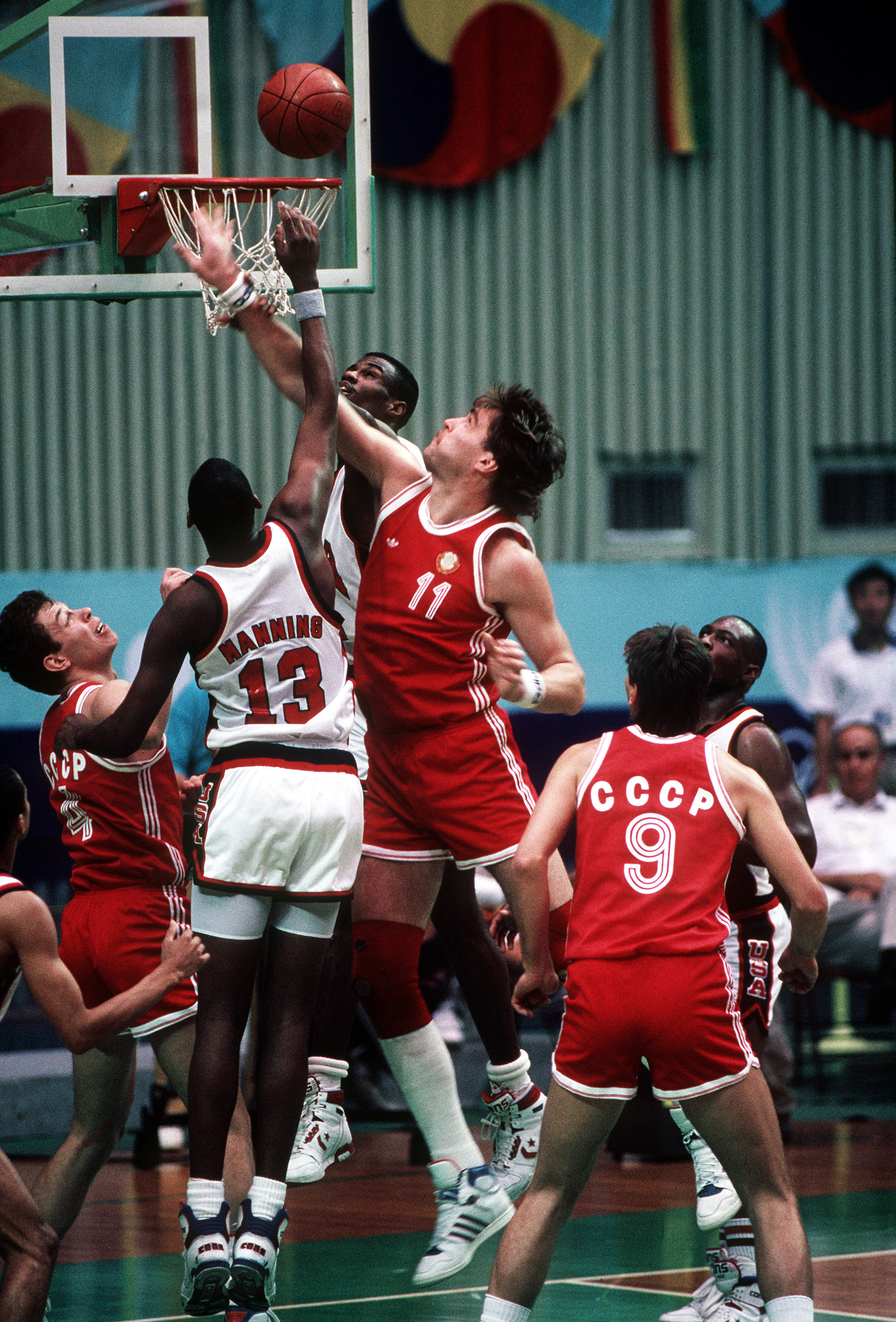
Arvydas Sabonis jugant contra Estats Units als Jocs Olímpics de 1988.

## Classificacions

### Jocs Olímpics
- 1952 -  2
- 1956 -  2
- 1960 -  2
- 1964 -  2
- 1968 -  3
- 1972 -  1
- 1976 -  3
- 1980 -  3
- 1988 -  1

### Campionats mundials
- 1959 - 6
- 1963 -  3
- 1967 -  1
- 1970 -  3
- 1974 -  1
- 1978 -  2
- 1982 -  1
- 1986 -  2
- 1990 -  2

### Campionats europeus
- 1947 -  1
- 1951 -  1
- 1953 -  1
- 1955 -  3
- 1957 -  1
- 1959 -  1
- 1961 -  1
- 1963 -  1
- 1965 -  1
- 1967 -  1
- 1969 -  1
- 1971 -  1
- 1973 -  3
- 1975 -  2
- 1977 -  2
- 1979 -  1
- 1981 -  1
- 1983 -  3
- 1985 -  1
- 1987 -  2
- 1989 -  3

## Jugadors destacats
Llistat de jugadors medallistes olímpics o campions del món.
Anys 60
- Janis Krumins
- Guram Minaschvill
- Valdis Muiznieks
- Cezars Ozers
- Aleksandr Petrov
- Mijaíl Semionov
- Vladímir Ugrejelidze
- Maigonis Valdmanis
- Albert Valtin
- Gennadi Volnov
- Víktor Zubkov
- Mikola Bahlei
- Armenak Alatchachian
- Aleksandr Rravin
- Vyacheslav Jrynin
- Levan Mosechvili
- Jaak Lipso
- Juris Kalnins
- Yuri Korneyev
- Priit Tomson
- Yuri Selijov
- Yuri Ozerov

Anys 70
- Anatoli Polivoda
- Modestas Paulauskas
- Zurab Sakandelidze
- Alzhan Zharmujamedov
- Aleksandr Boloshev
- Ivan Edeshko
- Serguei Belov
- Ivan Dvorni
- Aleksandr Belov
- Serguei Kovalenko
- Vladímir Arzamaskov
- Aleksandr Salnikov
- Valeri Miloserdov
- Andréi Makeyev
- Anatoli Mishkin
- Mijaíl Korkia
- Vladímir Zhigili

Anys 80
- Stanislav Eremin
- Serguei Tarakanov
- Andréi Lopatov
- Nikolái Derugin
- Vladimir Tkachenko
- Sergejus Jovaisa
- Aleksandr Belostenny
- Aleksandr Volkov
- Tiit Sokk
- Sarunas Marciulionis
- Igors Miglinieks
- Valery Tijonenko
- Rimas Kurtinaitis
- Arvydas Sabonis
- Víctor Pankrashkin
- Valdemaras Chomičius
- Valeri Goborov
- Valdis Valters
- Gundars Vetra
- Heino Enden